# Tuyền Cảng
Tuyền Cảng (tiếng Trung: 泉港) là một quận thuộc thành phố Tuyền Châu, tỉnh Phúc Kiến, Trung Quốc. Quận này có diện tích 306 km², dân số 360.000 người, mã số bưu chính 362114. Quận Tuyền Cảng có 1 nhai đạo, 4 trấn và 1 hương. Trước đây Tuyền Cảng thuộc Huệ An, năm 2000 thì tách thành một quận riêng.